# Železná Breznica
Železná Breznica (bis 1927 slowakisch „Železná Brežnica“; ungarisch Vaségető oder Vasberzence) ist eine Gemeinde in der Mittelslowakei mit 543 Einwohnern (Stand 31. Dezember 2024) und gehört zum Okres Zvolen, einem Kreis des Banskobystrický kraj.

## Geographie

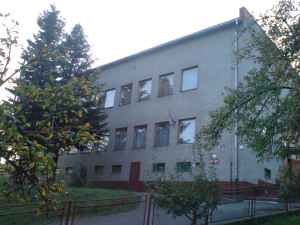
Sitz der Gemeindeverwaltung

Die Gemeinde befindet sich innerhalb der Kremnitzer Berge in deren Unterteil Turovské predhorie im Tal des Baches Breznický potok. Das Ortszentrum liegt auf einer Höhe von 460 m n.m. und ist 14 Kilometer von Zvolen entfernt.
Zur Gemeinde gehört auch die kleine Siedlung Huta südlich des Hauptortes.
Nachbargemeinden sind Kremnica und Sielnica im Norden, Sliač im Nordosten, Tŕnie im Osten und Südosten, Hronská Dúbrava im Süden, Trnavá Hora im Südwesten und Westen sowie Ihráč im Nordwesten.

## Geschichte

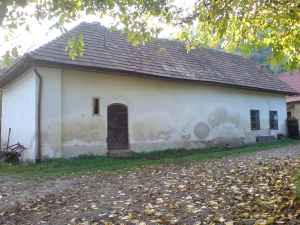
Ehemaliges Verwaltungsgebäude einer Eisenhütte

Železná Breznica wurde zum ersten Mal 1424 als Wasekethew schriftlich erwähnt, als Teil des Herrschaftsgebiets der Burg Dobrá Niva. Wie schon der Name verrät (ungarisch vas und slowakisch železný = deutsch Eisen-), gab es im späten Mittelalter und der Neuzeit Eisenerzbergwerke in der Nähe der heute mittelslowakischen Bergwerkstädte. Von 1546 bis 1848 war das Dorf Besitz der Neusohler Bergkammerverwaltung. 1828 zählte man im Ort 42 Häuser und 318 Einwohner. Zu Anfang des 20. Jahrhunderts war Železná Breznica ein kleines, forst- und landwirtschaftlich geprägtes Dorf.
Bis 1918 gehörte der im Komitat Sohl liegende Ort zum Königreich Ungarn und kam danach zur Tschechoslowakei beziehungsweise heute Slowakei.

## Bevölkerung
| Jahr                | 1994 | 2004    | 2014    | 2024 |
| ------------------- | ---- | ------- | ------- | ---- |
| Anzahl der Personen | 523  | 501     | 543     | 543  |
| Unterschied         |      | −4,20 % | +8,38 % | +0 % |

| Jahr                | 2023 | 2024    |
| ------------------- | ---- | ------- |
| Anzahl der Personen | 533  | 543     |
| Unterschied         |      | +1,87 % |

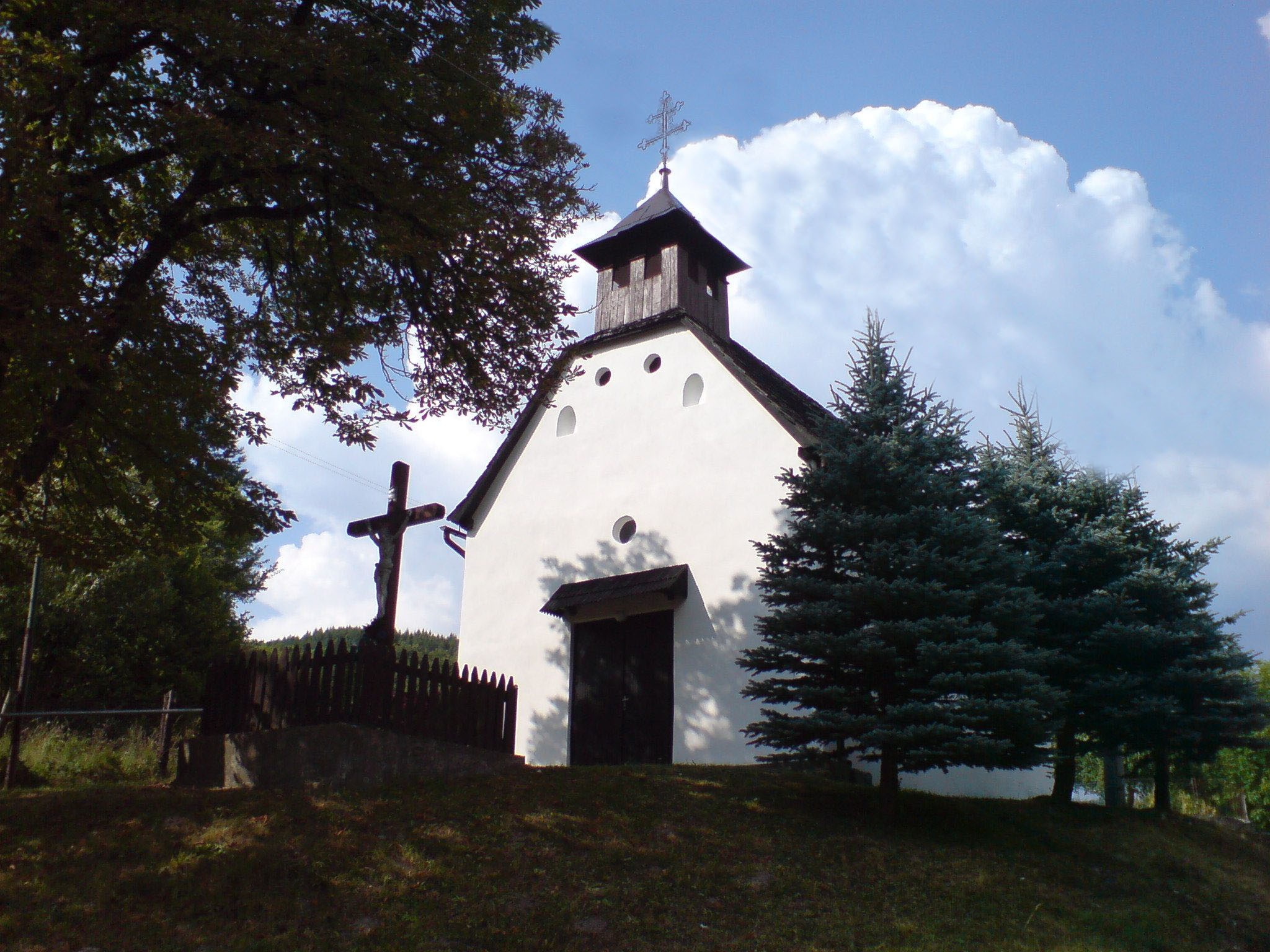
Annakapelle in Huta

Nach der Volkszählung 2011 wohnten in Železná Breznica 565 Einwohner, davon 535 Slowaken und zwei Tschechen. Zwei Einwohner gaben eine andere Ethnie an und 16 Einwohner machten keine Angabe zur Ethnie.
452 Einwohner bekannten sich zur römisch-katholischen Kirche, 13 Einwohner zur Evangelischen Kirche A. B., zwei Einwohner zur griechisch-katholischen Kirche und ein Einwohner zur tschechoslowakischen hussitischen Kirche; zwei Einwohner bekannten sich zu einer anderen Konfession. 48 Einwohner waren konfessionslos und bei 37 Einwohnern wurde die Konfession nicht ermittelt.

## Bauwerke
- Annakapelle in Huta im gemischten barock-klassizistischen Stil aus dem Jahr 1755
- moderne Kyrill-und-Method-Kirche, 2010 erbaut